# Saprosma foetens
Saprosma foetens là một loài thực vật có hoa trong họ Thiến thảo. Loài này được (Wight) K.Schum. miêu tả khoa học đầu tiên năm 1891.